# Cvasi-stea

Compararea dimensiunilor unei quasi-stele ipotetice cu unele dintre cele mai mari stele cunoscute.

O cvasi-stea (numită și stea-gaură-neagră) este un tip teoretic de stea cu dimensiuni masive. Cvasi-stelele sunt un fenomen caracteristic universului timpuriu. Spre deosebire de stelele observate în prezent, cvasi-stelele nu sunt alimentate prin fuziune nucleară; energia lor provine din materia căzută într-o gaură neagră centrală.

O cvasi-stea se formează când miezul unei protostele intră în colaps, dar straturile superioare au suficientă energie să absoarbă energia emisă în mod exploziv de gaura neagră (cum se întâmplă în prezent cu o supernovă). O astfel de stea are masa de o mie de ori mai mare decât cea a Soarelui. Stele suficient de mari pentru acest fenomen s-ar fi putut forma doar în primele stadii ale universului, când atomii de hidrogen și heliu nu erau contaminați de elemente mai grele.
După formarea găurii negre în miezul protostelei, aceasta transformă materia stelară capturată în cantități imense de energie. Energia contracarează forța gravitațională, creând un echilibru similar celui care susține stelele alimentate prin fuziune. O cvasi-stea are o durată de viață maximă de aproximativ un milion de ani, timp în care gaura neagră atinge de 10.000 de ori masa Soarelui. Se presupune că aceste găuri negre intermediare sunt originea găurilor negre supermasive. Temperatura la suprafața unei cvasi-stele este comparabilă cu cea a Soarelui, dar diametrul lor de aproximativ 10 miliarde de kilometri le face să emită la fel de multă lumină cât o galaxie de dimensiuni mici.